# Nelsinho Rosa
Nélson Rosa Martins (Rio de Janeiro, 8 de dezembro de 1937 – Rio de Janeiro, 16 de maio de 2023), conhecido como Nelsinho Rosa, foi um treinador de futebol e futebolista brasileiro que atuou como meio-campista.

## Carreira

### Como jogador
Nelsinho foi um jogador de meio-campo de estilo clássico. Apresentou-se ao Madureira em 1952 aos 14 anos para o time infantil, em 1954 foi elevado ao juvenil e sem passar pelos aspirantes, foi lançado no time profissional em 1957.
Em 1962, chegou no Flamengo, onde formou uma dupla com Carlinhos, que marcou época no futebol carioca.
Se aposentou em 1968.

### Como treinador
Como treinador, foi bicampeão do Campeonato Carioca de Futebol dirigindo o Fluminense (em 1980 e 1985), Campeão brasileiro como técnico do Vasco da Gama em 1989.
Em 1992, Nelsinho Rosa foi o treinador que lançou o Edmundo no time  profissional do Vasco da Gama.
Foi auxiliar técnico de Sebastião Lazaroni da Seleção Brasileira na Copa do Mundo de 1990.
Comandou a Seleção Saudita na Copa da Ásia de 1992.
Em 2002, se tornou técnico do Madureira, onde, mais tarde, passaria a trabalhar com as equipes da categoria de base.
Foi Coordenador das divisões de base do Vasco da Gama em 2003 a 2009. Até a saída do ex-presidente Eurico Miranda e a entrada de Roberto Dinamite, pouco tempo depois foi demitido e em seguida passou a trabalhar no Madureira como Coordenador do futebol do clube.
Desde o AVC do dia 1º de março de 2013 não teve mais de condições de exercer a função de Coordenador de futebol no Madureira.

## Morte
Nelsinho morreu em 16 de maio de 2023, aos 85 anos, no Hospital Badin na Tijuca, Rio de Janeiro. O ex-treinador teve piora nos últimos dias em decorrência de problemas de infecção hospitalar.

## Títulos

### Como jogador
Madureira
- Torneio Início do Rio de Janeiro: 1957

Flamengo
- Torneio Quadrangular da Tunísia: 1962
- Campeonato Carioca: 1963 e 1965
- Troféu Naranja: 1964
- Torneio Quadrangular de Vitória: 1965
- Torneio Triangular de Goiás: 1965
- Torneio Quadrangular do Equador: 1966
- Torneio Quadrangular de Marrocos: 1968
- Troféu Restelo: 1968

### Como treinador
Desportiva Ferroviária
- Campeonato Capixaba: 1977

Fluminense
- Campeonato Carioca: 1980 e 1985

Al Ain
- Campeonato dos Emiradense: 1983-84

Vasco da Gama
- Campeonato Brasileiro: 1989

### Como Coordenador
Vasco da Gama
- Taça Rio (Sub-20): 2005
- Copa A Gazetinha (Sub-15): 2003, 2004 e 2006
- Campeonato Carioca (Sub-15): 2006
- Copa Nike/RJ (sub-15): 2007
- Copa do Brasil (Sub-17): 2008
- Copa Rio (Sub-17): 2007
- Campeonato Brasileiro (Sub-17): 2007
- Torneio Otávio Pinto Guimarães (Sub-20): 2009